# Омар Вебе
Омар Вебе (ісп. Omar Wehbe, 15 серпня 1944, Буенос-Айрес — 2 лютого 2019) — аргентинський футболіст, що грав на позиції нападника за «Велес Сарсфілд», а також національну збірну Аргентини.
Чемпіон Аргентини. 

## Клубна кар'єра
У дорослому футболі дебютував 1965 року виступами за команду «Велес Сарсфілд», в якій провів п'ять сезонів. У розіграші чемпіонату Арегентини 1968 року (Насьйональ) з 13 забитими голами став найкращим бомбардиром змагання і допоміг команді здобути чемпіонський титул.
1971 року перейшов до «Чакаріта Хуніорс», утім, провівши лише декілька ігор, отримав важку травму коліна, яка змусила 27-річного гравця завершити професійну кар'єру.

## Виступи за збірну
1967 року дебютував в офіційних матчах у складі національної збірної Аргентини. Протягом кар'єри у національній команді, яка тривала 3 роки, провів у її формі 3 матчі.
Помер 2 лютого 2019 року на 75-му році життя.

## Титули і досягнення

### Командні
- Чемпіон Аргентини (1):

«Велес Сарсфілд»: Насьйональ 1968

### Особисті
- Найкращий бомбардир чемпіонату Аргентини (1):

Насьйональ 1968 (13 голів)